# Code civil

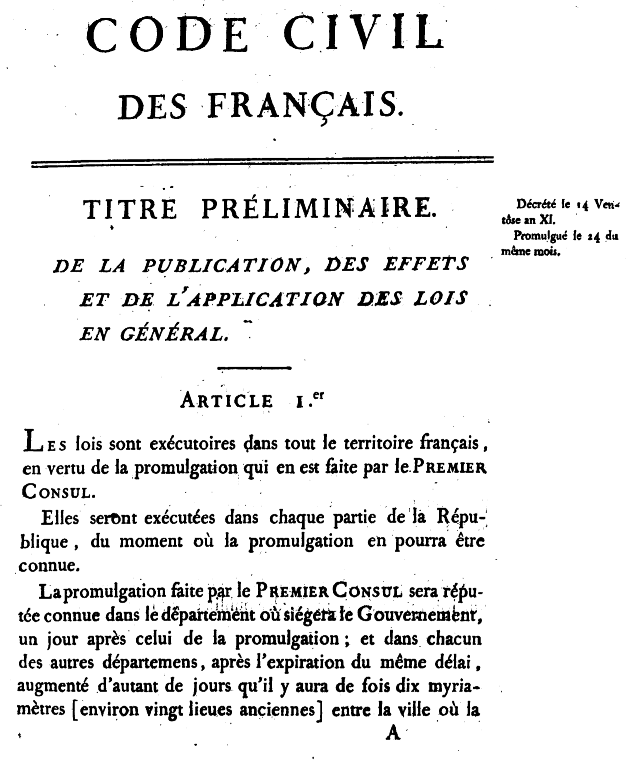
První strana originálu Code Civil vydaného v roce 1804

Code civil (plným názvem francouzsky Code civil des Français, česky doslova Občanský zákoník Francouzů, v letech 1807–1816 a 1852–1870 nazývaný Napoleonův občanský zákoník, franc. Code Napoléon) je francouzský občanský zákoník, který byl schválen 21. března 1804 a přes mnohé novely zůstává doposud základem francouzského občanského práva. Navíc jím formulované zásady ovlivnily občanské zákonodárství v mnoha jiných zemích.
Napoleonský Občanský zákoník nebyl v Evropě první. Předešel ho bavorský kodex Codex Maximilianeus bavaricus civilis z roku 1756, ale i pruský Allgemeines Landrecht (1794) a západohaličský zákoník z roku 1797. Byl to ale první moderní zákoník přijatý v evropském měřítku, rozšířený díky tzv. Napoleonským válkám, který ovlivnil mnoho jiných zemí Evropy i zámoří. 

## Koncept
Byl koncipovaný řadou právních expertů své doby (Tronchet, Bigot de Prémaneneu, Cambacérès, Malleville aj.), přičemž Napoleon Bonaparte často zasahoval do utváření jednotlivých návrhů a projevoval značný zájem o závěry komise. Po svém vyhlášení obsahoval 2281 článků a definitivně odstraňoval feudalismus a jakékoliv stopy lenního práva. Mezi jinými pak např. potlačil práva prvorozených a stanovil dělbu majetku mezi všechny dědice mužského pohlaví, formálně uznal oprávněnost dřívějšího prodeje státních pozemků zkonfiskovaných církvi a emigrantům či stanovil další podmínky dědictví a rozvodů.
Zákoník je založen na idejích přirozeného práva a lze v něm zároveň nalézt výrazné vlivy římského práva, např. už jeho samotné členění vychází z justiniánské kodifikace.

## Systematika
Kodex se skládal ze tří knih (dnes bychom řekli částí), každá z nich se dělila na tituly (hlavy):
- I. O osobách (Des personnes) – 11 titulů, články 7. až 515.,
- II. O majetku a různých druzích vlastnictví (Des biens et des différentes modifications de la propriété) – 4 tituly, články 516. až 710.,
- III. O různých způsobech nabývání vlastnictví (Des différentes manières dont on acquiert la propriété) – 20 titulů, články 711. až 2281.
- Předpisy obsažené v těchto knihách předchází krátký titul úvodní se 6 články o vyhlašování, důsledcích a uplatňování práv obecně (De la publication, des effets et de l'application des lois en général).

Tato trojdílné uspořádání volně navazuje na trojdílnost římského práva v Gaiových Institucích. Zároveň uskutečňuje postuláty směru přirozeného práva podobně, jako jiná kodifikace civilního práva té doby, rakouský kodex ABGB (Všeobecný zákoník občanský z roku 1811). Podle záměru tvůrců zákoníku měla systematika dát záruku tří nejdůležitějších přínosů revoluce: osobní svobody (kniha I.), nedotknutelnosti soukromého vlastnictví (kniha II.) a svobody smluvní (kniha III.). Ty ustavily fundamentální postuláty revoluční buržoazie a tím základy vytvářející se kapitalistického hospodářství.

## Maximy
Code Civil zaručil všem mužským obyvatelům hlavní požadavky revoluce:
- Volnost (Liberté)
- Rovnost (Egalité)
- Bratrství (Fraternité)

prostřednictvím zásad (maxim):
- Rovnost před zákonem
- Svobodu pro každého
- Ochrana soukromého vlastnictví
- Úplné oddělení církve od státu
- Konec cechovního zřízení
- Svoboda zaměstnání a volby povolání
- Právní základ svobodného trhu
- Matrika - soupis narození a úmrtí (evidence obyvatelstva)